# 浦應麒
浦應麒（1495年—？年），字道徵，號后巖，南直隸常州府無錫縣人，明朝政治人物。

## 家族
五月二十三日生，治《書經》，由國子生中式嘉靖七年（1528年）戊子科應天府鄉試第五名舉人，年三十七歲中式嘉靖十一年壬辰科會試第二百八十六名，第二甲第七十三名進士。觀刑部政，選翰林院庶吉士，十三年十二月授翰林院编修，十八年二月陞左春坊左赞善兼修撰，二十二年与秦鳴夏典顺天府乡试，二十三年八月因刑科给事中王交、王尧日论劾甲辰科考案，并追论顺天乡试主考秦鸣夏、浦应麒阿奉輔臣翟銮之罪，詔廷杖六十，革职闲住，止。
曾祖浦森；祖浦宗盛，義官；父浦瑾，知縣；母黃氏。慈侍下。
行一，弟應元；應辰；應登。子懋南。

## 相關
- 明甲辰科場案